# Motorring 4
Motorring 4 (O4) er en motorringvej, der går fra Ishøj til Ballerup. Den følger Ringvej 4 som går videre til Kongens Lyngby. 
Motorvejen sammenbinder motorvejene Køge Bugt Motorvejen, Holbækmotorvejen og Frederikssundmotorvejen.
I november 2003 blev et flertal i Folketinget enige om en trafikpakke, der indebar, at der skulle iværksættes udarbejdelse af beslutningsgrundlag for udbygning af motorvejen fra 4 til 6 spor. I juli 2009 lå en væsentlig del af beslutningsgrundlaget for en anlægslov færdig for en ca. 4 km lang strækning mellem Motorvejskryds Taastrup og forbindelsesanlægget mellem Motorring 4 og Frederikssundmotorvejen. Udvidelsen forventes at kunne gennemføres på omkring 5 år, hvoraf de sidste 3 er anlægsarbejde. Motorvejen blev anlagt med en ekstra bred midterrabat med træer, som skulle binde skovlandskabet sammen på tværs af motorvejen. Derfor kan udvidelsen foretages ved udbygning med spor i den eksisterende midterrabat.

## Etaper
| Motorvejsetaper         | Motorvejsetaper         | Motorvejsetaper         | Motorvejsetaper         | Motorvejsetaper | Motorvejsetaper | Motorvejsetaper | Motorvejsetaper |
| Fra                     | Frakørsel               | Til                     | Frakørsel               | Vejbaner        | Kilometer       | Åbningsår       | Bemærkninger |
| ----------------------- | ----------------------- | ----------------------- | ----------------------- | --------------- | --------------- | --------------- | --- |
| Køge Bugt Motorvejen    | Motorvejskryds Ishøj    | Roskildevej             | 5                       | 4               |                 | 1974            | Motorvejskryds Ishøj og Motorvejskryds Vallensbæk blev færdigbygget i forbindelse med åbningen. Motorvejen mellem motorvejskrydsene åbnes med vestsiden først og senere østsiden. |
| Roskildevej             | 5                       | Taastrup                | Motorvejskryds Taastrup | 4               |                 | 1977            | Motorvejskryds Taastrup blev færdigbygget i forbindelse med åbningen. |
| Taastrup                | Motorvejskryds Taastrup | Ledøjevej/Vestskovvej   | 4                       | 5               |                 | 1977            | Udbygget med et 3. nordgående spor i 1994. VVM-rapport for udbygning til 6 spor udarbejdet.                                                                                       |
| Ledøjevej/Vestskovvej   | 4                       | Frederikssundmotorvejen | 3                       | 4               |                 | 1977            | VVM-rapport for udbygning til 6 spor udarbejdet. |
| Frederikssundmotorvejen | 3                       | Ballerup Boulevard      | 1                       | 4               |                 | 1977            | |

## Fodnoter
1. ↑  Finansministeriet, 5. november 2003 – Aftale mellem regeringen (Venstre og Det Konservative Folkeparti), Det Radikale Venstre, Kristendemokraterne om Trafik Arkiveret 1. februar 2014 hos  Wayback Machine, s. 5
2. ↑  Vejdirektoratet, 2009, Rappport 327 – Udbygning af Motorring 4 fra Taastrup til Frederikssundmotorvejen, VVM-redegørelse, Sammenfattende rapport Arkiveret 20. februar 2021 hos  Wayback Machine, ISBN 978-87-7060-029-3, s. 7
3. ↑  Vejdirektoratet, 2009, Rappport 327 – Udbygning af Motorring 4 fra Taastrup til Frederikssundmotorvejen, VVM-redegørelse, Sammenfattende rapport Arkiveret 20. februar 2021 hos  Wayback Machine, ISBN 978-87-7060-029-3, s. 21
4. ↑  Vejdirektoratet, 2009, Rappport 327 – Udbygning af Motorring 4 fra Taastrup til Frederikssundmotorvejen, VVM-redegørelse, Sammenfattende rapport Arkiveret 20. februar 2021 hos  Wayback Machine, ISBN 978-87-7060-029-3, s. 11
5. ↑  Vejdirektoratet, 2009, Rappport 327 - Udbygning af Motorring 4 fra Taastrup til Frederikssundmotorvejen, VVM-redegørelse, Sammenfattende rapport Arkiveret 20. februar 2021 hos  Wayback Machine, ISBN 978-87-7060-029-3, s. 37